# Aldila Sutjiadi

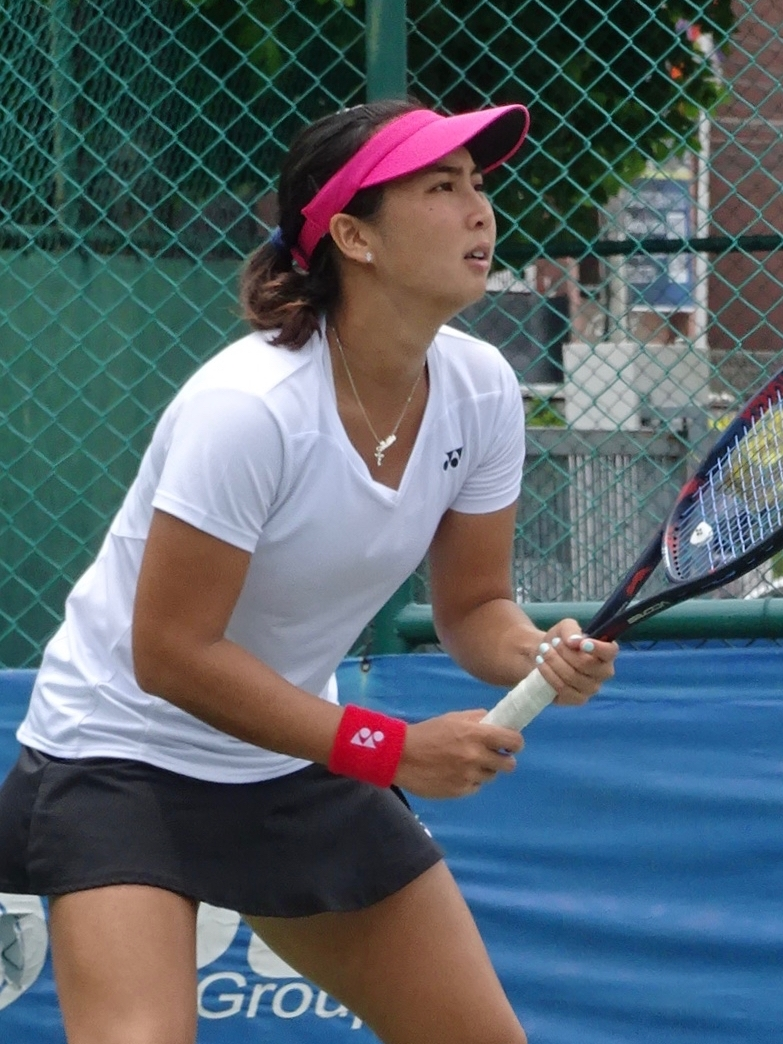
Nonthaburi (Thailand) 2019

Aldila Sutjiadi (Jakarta, 2 mei 1995) is een tennisspeelster uit Indonesië. Zij begon op vijfjarige leeftijd met het spelen van tennis. Haar favoriete ondergrond is hardcourt. Zij speelt rechtshandig en heeft een tweehandige backhand. Zij is actief in het internationale tennis sinds 2010.

## Loopbaan
Als junior kwam Sutjiadi tot de halve finale van het meisjesdubbelspeltoernooi op het Australian Open 2012.
In 2018 won Sutjiadi samen met Christopher Benjamin Rungkat een gouden medaille op de Asian Games in het gemengd dubbelspel.
In juni 2021 won Sutjiadi haar dertiende ITF-dubbelspeltitel op het $60k-toernooi van Charleston, met de Hongaarse Fanny Stollár aan haar zijde. Daarmee kwam zij binnen in de top 150 van het dubbelspel. Enkele weken later stond zij voor het eerst in een WTA-finale, op het challengertoernooi van Charleston, samen met de Nieuw-Zeelandse Erin Routliffe – zij verloren van het koppel Liang En-shuo en Rebecca Marino.
In januari 2022 had Sutjiadi haar grandslamdebuut op het dubbelspeltoernooi van het Australian Open, waarvoor zij een wildcard had gekregen samen met de Thaise Peangtarn Plipuech. In april veroverde Sutjiadi haar eerste WTA-titel, op het toernooi van Bogota samen met de Australische Astra Sharma, door het koppel Emina Bektas en Tara Moore te verslaan. Daarmee maakte zij haar entrée tot de mondiale top 100 in het dubbelspel. In oktober volgde de tweede titel, in Tampico, samen met de Slowaakse Tereza Mihalíková. In november won zij haar derde WTA-titel in het dubbelspel, op het toernooi van Colina, samen met Jana Sizikova – hiermee kwam zij binnen op de top 50 van de wereldranglijst.
In het eerste kwartaal van 2023 won zij weer twee dubbelspeltitels: in Auckland (met Miyu Kato) en in Austin (met Erin Routliffe). Terug met de Japanse won Sutjiadi in augustus het WTA-toernooi van Cleveland. In oktober bereikte zij met de Japanse de finale van het B-kampioenschap van het eindejaarstoernooi in de stad Zhuhai.
Met Kato op het WTA-toernooi van Hua Hin 2024 won Sutjiadi haar zevende dubbelspeltitel; met de Amerikaanse Asia Muhammad de achtste in Parijs Clarins.

### Gemengd dubbelspel
In deze discipline bereikte Sutjiadi met de Nederlander Matwé Middelkoop tweemaal de halve finale: eenmaal op Roland Garros 2023 en andermaal op Wimbledon 2023.

### Tennis in teamverband
Sinds 2013 speelt Sutjiadi voor Indonesië op de Fed Cup – zij vergaarde daar een winst/verlies-balans van 21–13.

## Persoonlijk
Sutjiadi studeerde aan de Universiteit van Kentucky; namens deze universiteit kwam zij uit in het Amerikaanse studenten-sportcircuit.

## Posities op deWTA-ranglijst
Positie per einde seizoen:
| jaar | rang enkelspel | rang dubbelspel |
| ---- | -------------- | --------------- |
| 2010 | 1041           | –               |
| 2011 | –              | 1111            |
| 2013 | –              | 746             |
| 2014 | –              | 1048            |
| 2017 | 999            | –               |
| 2018 | 664            | 517             |
| 2019 | 362            | 167             |
| 2020 | 387            | 188             |
| 2021 | 391            | 135             |
| 2022 | 526            | 51              |
| 2023 | –              | 26              |

## Palmares
| Legenda                 |
| ----------------------- |
| Grandslamtoernooi       |
| Olympische Spelen       |
| Year-End Championships  |
| Premier Mandatory       |
| Premier Five / WTA 1000 |
| Premier / WTA 500       |
| International / WTA 250 |
| Challenger / WTA 125    |

### WTA-finaleplaatsen enkelspel
geen

### WTA-finaleplaatsen vrouwendubbelspel
| nr.              | finale     | toernooi           | ondergrond    | partner            | tegenstandsters                           | score            |         |
| ---------------- | ---------- | ------------------ | ------------- | ------------------ | ----------------------------------------- | ---------------- | ------- |
| gewonnen finales |            |                    |               |                    |                                           |                  |         |
| 1.               | 2022-04-09 | WTA Bogota         | gravel        | Astra Sharma       | Emina Bektas Tara Moore                   | 4-6, 6-4, [11-9] | details |
| 2.               | 2022-10-29 | WTA Tampico        | hardcourt     | Tereza Mihalíková  | Ashlyn Krueger Elizabeth Mandlik          | 7-5, 6-2         | details |
| 3.               | 2022-11-13 | WTA Colina         | gravel        | Jana Sizikova      | Mayar Sherif Tamara Zidanšek              | 6-1, 3-6, [10-7] | details |
| 4.               | 2023-01-08 | WTA Auckland       | hardcourt     | Miyu Kato          | Leylah Fernandez Bethanie Mattek-Sands    | 1-6, 7-5, [10-4] | details |
| 5.               | 2023-03-05 | WTA Austin         | hardcourt     | Erin Routliffe     | Nicole Melichar-Martinez Ellen Perez      | 6-4, 3-6, [10-8] | details |
| 6.               | 2023-08-26 | WTA Cleveland      | hardcourt     | Miyu Kato          | Nicole Melichar-Martinez Ellen Perez      | 6-4, 6-7, [10-8] | details |
| 7.               | 2024-02-04 | WTA Hua Hin        | hardcourt     | Miyu Kato          | Guo Hanyu Jiang Xinyu                     | 6-4, 1-6, [10-7] | details |
| 8.               | 2024-05-19 | WTA Parijs Clarins | gravel        | Asia Muhammad      | Monica Niculescu Zhu Lin                  | 7-6, 6-4, [11-9] | details |
| 9.               | 2025-05-02 | WTA Vic            | gravel        | Bianca Andreescu   | Leylah Fernandez Lulu Sun                 | 6-2, 6-4         | details |
| verloren finales |            |                    |               |                    |                                           |                  |         |
| 1.               | 2021-07-31 | WTA Charleston     | gravel        | Erin Routliffe     | Liang En-shuo Rebecca Marino              | 7-5, 5-7, [7-10] | details |
| 2.               | 2021-11-06 | WTA Midland        | hardcourt (i) | Peangtarn Plipuech | Harriet Dart Asia Muhammad                | 3-6, 6-2, [7-10] | details |
| 3.               | 2022-07-23 | WTA Hamburg        | gravel        | Miyu Kato          | Sophie Chang Angela Kulikov               | 3-6, 6-4, [6-10] | details |
| 4.               | 2023-10-29 | WTA Elite Trophy   | hardcourt (i) | Miyu Kato          | Beatriz Haddad Maia Veronika Koedermetova | 3-6, 3-6         | details |
| 5.               | 2024-05-25 | WTA Straatsburg    | gravel        | Asia Muhammad      | Cristina Bucșa Monica Niculescu           | 6-3, 4-6, [6-10] | details |

## Resultaten grandslamtoernooien
| Legenda | Legenda                          |
| ------- | -------------------------------- |
| g.t.    | geen toernooi gehouden           |
| l.c.    | lagere categorie                 |
| –       | niet deelgenomen                 |
| G       | uitgeschakeld in de groepsfase   |
| 1R      | uitgeschakeld in de eerste ronde |
| 2R      | uitgeschakeld in de tweede ronde |
| 3R      | uitgeschakeld in de derde ronde  |
| 4R      | uitgeschakeld in de vierde ronde |
| KF      | uitgeschakeld in de kwartfinale  |
| HF      | uitgeschakeld in de halve finale |
| F       | de finale verloren               |
| W       | het toernooi gewonnen            |
| w-v     | winst/verlies-balans             |

### Enkelspel
geen deelname

### Vrouwendubbelspel
| toernooi        | 2022 | 2023 | 2024 |
| --------------- | ---- | ---- | ---- |
| Australian Open | 1R   | 3R   | 1R   |
| Roland Garros   | 2R   | 3R   |      |
| Wimbledon       | 1R   | 3R   |      |
| US Open         | 2R   | 3R   |      |

### Gemengd dubbelspel
| toernooi        | 2023 | 2024 |
| --------------- | ---- | ---- |
| Australian Open | –    | 2R   |
| Roland Garros   | HF   |      |
| Wimbledon       | HF   |      |
| US Open         | 2R   |      |